# Бромид хрома(II)
Бромид хрома(II) — соль сильной бромоводородной кислоты и двухвалентного хрома с формулой CrBr2, желтовато-белые гексагональные кристаллы.

## Получение
Получают действием бромоводородной кислоты (HBr) на раскалённый хром:
2HBr + Cr → CrBr2 + H2
Или восстановлением бромида хрома(III) водородом:
2CrBr3 + H2 → 2CrBr2 + 2HBr

## Физические свойства
Бромид хрома(II) — бесцветные или желтовато-белые кристаллы, моноклинной сингонии, параметры ячейки a = 0,7111 нм, b = 0,3649 нм, c = 0,6217 нм, β = 93,88°, Z = 0. Плотность равна 4,356 г/см³, температура плавления — 842 °С, а кипения — 1127 °С. Хорошо растворяется в воде и этаноле.